# قائمة أكبر الشركات الدنماركية
تسرد هذه المقالة أكبر الشركات في الدنمارك من حيث إيراداتها وصافي أرباحها وإجمالي أصولها، وفقًا لمجلات الأعمال الأمريكية فورتشن وفوربس.

## الشركات الدنماركية في قائمة فورتشن 2019
تعرض هذه القائمة جميع الشركات الدنماركية في فورتشن غلوبال 500، والتي تصنف أكبر الشركات في العالم من حيث الإيرادات السنوية. الأرقام الواردة أدناه معطاة بملايين الدولارات الأمريكية وهي خاصة بالسنة المالية 2018. كما تم إدراج المقر الرئيسي وصافي الربح وعدد الموظفين وقطاع الصناعة لكل شركة. كان هناك شركة دنماركية واحدة في إصدار 2019 من فورتشن غلوبال 500.
| الترتيب على الدنمارك | الترتيب العالمي فورتشن 500 | الشركة       | صناعة        | الإيراد (بالملايين) | أرباح (بالملايين) | الموظفون | مقر      |
| -------------------- | -------------------------- | ------------ | ------------ | ------------------- | ----------------- | -------- | -------- |
| 1                    | 294                        | مجموعة ميرسك | النقل البحري | 41,256              | 3,169             | 84,404   | كوبنهاغن |

## الشركات الدنماركية في قائمة فوربس 2019
تستند هذه القائمة إلى فوربس غلوبال 2000، والتي تصنف أكبر 2000 شركة مساهمة عامة في العالم، تأخذ قائمة فوربس في الاعتبار العديد من العوامل، بما في ذلك الإيرادات وصافي الربح وإجمالي الأصول والقيمة السوقية لكل شركة؛ يتم إعطاء كل عامل مرتبة مرجحة من حيث الأهمية عند النظر في الترتيب العام. يسرد الجدول أدناه أيضًا المقر الرئيسي وقطاع الصناعة لكل شركة. الأرقام بمليارات الدولارات الأمريكية وهي خاصة بالسنة المالية 2018. 
| الترتيب على الدنمارك | الترتيب العالمي فوربس 2000 | الشركة                      | مقر            | الإيراد (بالمليارات) | أرباح (بالمليارات) | أصول (بالمليارات) | قيمة (بالمليارات) | صناعة            |
| -------------------- | -------------------------- | --------------------------- | -------------- | -------------------- | ------------------ | ----------------- | ----------------- | ---------------- |
| 1                    | 262                        | مجموعة ميرسك                | كوبنهاغن       | 39.0                 | 3.1                | 56.6              | 28.1              | النقل البحري     |
| 2                    | 339                        | بنك Danske                  | كوبنهاغن       | 15.4                 | 2.2                | 548.2             | 16.6              | الخدمات المصرفية |
| 3                    | 376                        | نوفو نورديسك                | Bagsværd       | 17.7                 | 6.1                | 17.0              | 116.3             | الأدوية          |
| 4                    | 486                        | Ørsted                      | كوبنهاغن       | 11.5                 | 2.8                | 26.7              | 31.4              | خدمات            |
| 5                    | 794                        | مجموعة كارلسبيرغ            | كوبنهاغن       | 9.9                  | 0.8                | 18.0              | 19.3              | المشروبات        |
| 6                    | 847                        | فيستاس                      | آرهوس          | 12.0                 | 0.8                | 13.6              | 17.9              | معدات كهربائية   |
| 7                    | 1012                       | DSV                         | Hedehusene     | 12.5                 | 0.6                | 5.9               | 15.5              | وسائل النقل      |
| 8                    | 1361                       | كولوبلاست                   | فريدنسبورج     | 2.7                  | 0.6                | 1.9               | 21.9              | الرعاية الصحية   |
| 9                    | 1520                       | بنك Jyske                   | سيلكبورج       | 2.4                  | 0.4                | 91.9              | 3.4               | الخدمات المصرفية |
| 10                   | 1668                       | نوفوزيمس                    | Bagsværd       | 2.3                  | 0.5                | 3.0               | 13.2              | الأدوية          |
| 11                   | 1899                       | لوندبيك                     | كوبنهاغن       | 2.9                  | 0.6                | 3.5               | 8.3               | الأدوية          |
| 12                   | 1973                       | أي أس أس أيه/أس             | كوبنهاغن       | 12.3                 | 0.0                | 7.6               | 5.8               | خدمات            |
| 13                   | 1977                       | ميرسك للحفر (شركة حفر 1972) | كونجينز لينجبي | 1.4                  | 0.9                | -                 | 3.2               |                  |